# Campeonato Paulista de Futebol Feminino de 2007
O Campeonato Paulista de Futebol Feminino de 2007 foi a 15.ª edição do campeonato, aconteceu de 14 de abril e 29 de setembro de 2007 e reuniu 20 equipes. As equipes do Santos, campeão, AJA e Botucatu garantiram vaga para a Copa do Brasil de 2007.

## Equipes participantes
A edição 2007 do torneio contou com os seguintes participantes: